# Oh 我的鬼神君 (泰国电视剧)
《Oh 我的鬼神君》是一部由亚瑞克·阿莫苏帕西瑞、能提妲·索彭、琪拉蒂·马哈乐沙空、纳特·萨科达通、布恩伊雅·詹塔拉猜、瓦拉塔雅·翁差亚朋主演的2018年泰语奇幻爱情喜剧。此剧翻拍自2015年的韩国tvN的金土连续剧《Oh 我的鬼神君》，于2018年9月24日起每周一至周二晚上在True4U上播出。

## 演员阵容
- 亚瑞克·阿莫苏帕西瑞 饰演 Artit（Sun），明星厨师
- 能提妲·索彭 饰演 Nuantong Tamul（Jiew），拥有阴阳眼的女厨师
- 琪拉蒂·马哈乐沙空 饰演 Khaopun，心愿未了的处女鬼
- 纳特·萨科达通（英语：Nat Sakdatorn） 饰演 Prin Anthanil
- 布恩伊雅·詹塔拉猜 饰演 Nammon（Nam），Prin的妻子
- 瓦拉塔雅·翁差亚朋（英语：Waratthaya Wongchayaporn） 饰演 Aida（Ai）
- 威威迪·巴沃隆凯拉霆卡州恩 饰演 Ren，Sun Restaurant的厨师